# Косово на зимних Олимпийских играх 2018
Республика Косово на зимних Олимпийских играх 2018 года была представлена одним спортсменом в горнолыжном спорте. Косово дебютировало на зимних Олимпийских играх после вступления Олимпийского комитета страны в МОК в декабре 2014 года.
Единственным представителем Республики Косово на Играх 2018 года стал горнолыжник Альбин Тахири. Он выступил во всех пяти личных дисциплинах. Лучшим результатом для Тахири стало 37-е место, завоёванное в комбинации.

## Состав сборной
Горнолыжный спорт
1. Альбин Тахири

## Результаты соревнований

### Лыжные виды спорта

#### Горнолыжный спорт
Квалификация спортсменов для участия в Олимпийских играх осуществлялась на основании специального квалификационного рейтинга FIS по состоянию на 21 января 2018 года. При этом НОК для участия в Олимпийских играх мог выбрать только того спортсмена, который вошёл в топ-500 олимпийского рейтинга в своей дисциплине, и при этом имел определённое количество очков, согласно квалификационной таблице. Страны, не имеющие участников в числе 500 сильнейших спортсменов, могли претендовать только на квоты категории «B» в технических дисциплинах. По итогам квалификационного отбора сборная Республики Косово завоевала олимпийскую лицензию категории «A», благодаря удачным выступлениям бывшего словенского горнолыжника Альбина Тахири.
Мужчины
| Соревнование      | Спортсмены    | Скоростной спуск/ 1 спуск | Скоростной спуск/ 1 спуск | Слалом/ 2 спуск | Слалом/ 2 спуск | Всего   | Место | Отставание |
| Соревнование      | Спортсмены    | Время                     | Место                     | Время           | Место           | Всего   | Место | Отставание |
| ----------------- | ------------- | ------------------------- | ------------------------- | --------------- | --------------- | ------- | ----- | ---------- |
| скоростной спуск  | Альбин Тахири | не проводится             | не проводится             | не проводится   | не проводится   | 1:48,81 | 50    | +8,56      |
| супергигант       | Альбин Тахири | не проводится             | не проводится             | не проводится   | не проводится   | 1:32,74 | 47    | +8,30      |
| комбинация        | Альбин Тахири | 1:23,84                   | 55                        | 59,56           | 36              | 2:23,40 | 37    | +16,88     |
| слалом            | Альбин Тахири | 1:00,80                   | 48                        | 1:02,13         | 39              | 2:02,93 | 39    | +23,94     |
| гигантский слалом | Альбин Тахири | 1:19,49                   | 65                        | 1:17,98         | 55              | 2:37,47 | 56    | +19,43     |